# Barrio fino en directo

Barrio fino en directo est le deuxième album live du rappeur portoricain Daddy Yankee, sorti le 13 décembre 2005 chez El Cartel Records. Il présente une collection de titres du précédent album de Daddy Yankee, Barrio Fino, enregistrés en « live ». L'album est distribué avec un DVD contenant des interviews, des concerts et des making-of des vidéoclips, il inclut quatre singles, Rompe, Gangsta Zone, Machucando et El Truco.
À sa sortie, l'album débute à la 24e place du Billboard 200, et passe treize semaines en tête du Billboard Top Latin Albums en 2006, vendant 484 000 exemplaires. Il est réédité le 4 juillet 2006 sous le titre Tormenta Tropical, vol. 1. Ce dernier inclut toutes les nouvelles chansons enregistrées, et deux des morceaux en live de l'album. Il diffère de Barrio Fino en Directo car il ne comprend pas de DVD. C'est le premier album de Daddy Yankee à être soumis au contrôle parental, avec la pose d'un sticker Parental advisory. 
En dépassant les 500 000 exemplaires vendus, l'album a également été certifié « Or » aux États-Unis par la RIAA. Barrio Fino en Directo a remporté le prix Lo Nuestro pour l'album urbain de l'année.

## Titres
| #  | Titres                                   | Producteurs                                | Durée |
| -- | ---------------------------------------- | ------------------------------------------ | ----- |
| 01 | En Directo                               | Echo                                       | 1:36  |
| 02 | King Daddy (Live)                        | Luny Tunes                                 | 2:35  |
| 03 | Dale Caliente (Live)                     | Fido, Monserrate et DJ Urba                | 3:17  |
| 04 | El Empuje (Live)                         | Monserrate et DJ Urba                      | 3:28  |
| 05 | Tu Príncipe (Live) (feat. Zion y Lennox) | Luny Tunes                                 | 3:35  |
| 06 | Santifica Tus Escapularios (Live)        | Luny Tunes                                 | 3:25  |
| 07 | Corazones (Live)                         | Echo, Diesel                               | 1:37  |
| 08 | No Me Dejes Solo (Live)                  | Fido, Monserrate et DJ Urba                | 1:37  |
| 09 | Lo Que Pasó, Pasó (Live)                 | Luny Tunes, Eliel                          | 3:37  |
| 10 | Gasolina (Live)                          | Luny Tunes                                 | 5:06  |
| 11 | Rompe                                    | Sam « Fish » Fisher, Monserrate et DJ Urba | 3:08  |
| 12 | Machucando                               | Luny Tunes                                 | 2:58  |
| 13 | Gangsta Zone (feat. Snoop Dogg)          | Nely, Naldo                                | 3:33  |
| 14 | Machete Reloaded (feat. Paul Wall)       | Luny Tunes                                 | 3:27  |
| 15 | Como Dice Que Dijo (Skit)                | Sam « Fish » Fisher                        | 0:41  |
| 16 | El Truco                                 | - DJ Urba - Sam « Fish » Fisher            | 3:39  |

### Bonus
| #  | Titres                                                                                             | Producteurs           | Durée |
| -- | -------------------------------------------------------------------------------------------------- | --------------------- | ----- |
| 17 | El Caldo                                                                                           | Luny Tunes            | 3:39  |
| 18 | Gangsta Zone (Official Remix) (feat. Arcángel, De La Ghetto, Héctor el Father, Yomo et Angel Doze) | Nely, Naldo           | 6:53  |
| 19 | Rompe (Official Remix) (feat. Lloyd Banks et Young Buck)                                           | Monserrate et DJ Urba | 3:27  |
| 20 | Rompe (Official Remix) (feat. Lloyd Banks, Young Buck et Nelly Furtado)                            | Monserrate et DJ Urba | 3:27  |

### DVD
1. En Directo : documentaire
2. King Daddy
3. Dale Caliente
4. El Caldo
5. Gasolina
6. Corazones
7. Corazones (coulisses)
8. Talento de Barrio : bande annonce
9. Long Distance
10. Enregistrement en studio, Miami
11. Zion & Lennox, tournée mondiale
12. Coming Soon (prochaines sorties)
13. Galerie photos – album Barrio Fino
14. Galerie photos – promo Barrio Fino

### Tormenta Tropical,vol.1
1. Rompe (Sam « Fish » Fisher, Monserrate et DJ Urba) — 3:08
2. Gangsta Zone (feat. Snoop Dogg) (Nely, Naldo) — 3:33
3. Machucando (Luny Tunes) — 2:58
4. Gasolina (Luny Tunes) — 3:13
5. Lo Que Pasó, Pasó (Live) (Luny Tunes, Eliel) — 3:31
6. Machete (Remix) (feat. Paul Wall) (Luny Tunes) — 3:25
7. El Truco (DJ Urba, Sam  « Fish » Fisher) — 3:39
8. Rompe (International Remix) (feat. G-Unit et Nelly Furtado) (Fish, Monserrate et DJ Urba) — 3:30
9. King Daddy (Live) (Luny Tunes) — 2:35
10. Gasolina (Live) (Luny Tunes) — 7:39
11. King Daddy/Gasolina/Rompe (Single Track) (Monserrate et DJ Urba, Luny Tunes)

### Clips vidéo
- Rompe
- Rompe (Remix), feat. G-Unit.
- Gangsta Zone, feat. Isaiah Rodriguez.

## Classements
| Classements (2005-2006)            | Meilleure position |
| ---------------------------------- | ------------------ |
| U.S. Billboard 200                 | 24                 |
| U.S. Billboard Top Latin Albums    | 1                  |
| U.S. Billboard Latin Rhythm Albums | 1                  |
| U.S. Billboard Rap Albums          | 6                  |

| Classements (2007)              | Meilleure position |
| ------------------------------- | ------------------ |
| U.S. Billboard Top Latin Albums | 31                 |

| Classements (2017)              | Meilleure position |
| ------------------------------- | ------------------ |
| U.S. Billboard Top Latin Albums | 45                 |

## Certifications
| Région             | Certification | Ventes certifiées |
| ------------------ | ------------- | ----------------- |
| Mexique (AMPROFON) | Platine       | 100 000           |
| États-Unis (RIAA)  | Or            | 809 000           |